# Jättjärnen
Jättjärnen är en sjö i Smedjebackens kommun i Dalarna och ingår i Norrströms huvudavrinningsområde. Sjöns area är 0,06 kvadratkilometer och den är belägen 262 meter över havet.